# Король Иоанн
«Коро́ль Иоа́нн», или «Коро́ль Джон» (King John) — историческая хроника Уильяма Шекспира о событиях царствования Иоанна Безземельного.
Среди «исторических хроник» Шекспира «Жизнь и смерть короля Джона» занимает особое положение. Это единственная хроника Шекспира, основанная не непосредственно на летописи Холиншеда, а на другой, во многом несовершенной, но совпадающей по сюжету и фабуле исторической пьесе неизвестного автора, скрывшегося под инициалами W. Sh.
Пьеса была напечатана в 1591 г. и ставилась на сцене в 90-е годы XVI века. Инициалы автора (W. Sh.) в издании 1611 г. давали повод к предположениям, будто это более раннее произведение Шекспира. Однако эта гипотеза отвергнута критикой, так как язык, стиль и композиция пьесы анонима не имеют ничего общего с Шекспиром. Драма последнего «Король Джон» появилась в печати в так называемом издании in folio 1623 года, но упоминание о ней мы находим гораздо раньше, именно в книге Мереса «Palladis Tamia», вышедшей в 1598 году. Кроме того стиль хроники дает  основание отнести ее к 1596-1598 годам.

## Действующие лица
- Король Иоанн.
- Принц Генрих, сын короля.
- Артур, герцог Бретонский, племянник короля.
- Граф Пембрук.
- Граф Эссекс.
- Граф Солсбери.
- Роберт Бигот, граф Норфолк.
- Хьюберт де Бург.
- Роберт Фоконбридж, сын сэра Роберта Фоконбриджа.
- Филипп Фоконбридж (Бастард), брат его по матери, незаконный сын Ричарда Львиное Сердце.
- Джемс Герни, слуга леди Фоконбридж.
- Питер из Помфрета, мнимый пророк.
- Филипп, король французский.
- Людовик, дофин.
- Лимож, эрцгерцог Австрийский.
- Кардинал Пандольф, папский легат.
- Мелен, французский вельможа.
- Шатильон, французский посол к королю Иоанну.
- Королева Элеонора, мать короля Иоанна.
- Констанция, мать Артура.
- Бланка Испанская, племянница короля Иоанна.
- Леди Фоконбридж.
- Лорды, леди, горожане Анжера, шериф, герольды, офицеры, солдаты, вестники, слуги.

## Сюжет
Король Иоанн становится правителем Англии в обход прав Артура, племянника Иоанна, у которого были более законные права на престол. Чтобы восстановить справедливость, Констанция, мать Артура, и сам Артур просят Филиппа, французского короля, о помощи. Король Филипп начинает войну против Иоанна. Первая встреча враждующих родственников происходит под стенами Анжера, который находился под властью английского короля. Иоанн и Филипп требуют от жителей Анжера впустить в город истинного английского монарха с его войском, но вместо того чтобы впустить Иоанна или Артура в город, житель Анжера объявляет, что Анжер примет своего законного правителя только после того, как претенденты договорятся и сами решат, кто на самом деле таковым является. Между английскими и французскими войсками разгорается битва, в её итоге герольды противоборствующих королей подходят к стенам Анжера, и каждый из них провозглашает победу своей страны. Услышав это, житель Анжера говорит, что оба войска сражались наравне и ни одно из них не является победителем. На это короли, оскорблённые простым анжерцем, решают вначале захватить город и только потом разбираться между собой. Испугавшись нападения, житель Анжера предлагает английскому и французскому монархам заключить мир на условиях того, что Иоанн отдаст в жёны французскому дофину Людовику Бланку Испанскую, свою племянницу. Короли, немного подумав, соглашаются. Иоанн обещает дать Людовику большое приданое: Мен, Анжу, Турень и Пуатье, а богатый Анжер готов оставить Артуру. После того как молодые обвенчались, кардинал Пандольф, посланный от папы к Иоанну, предъявляет правителю Англии претензии церкви, обделённой в имуществе королём. Иоанн эти претензии грубо отвергает, за что Пандольф отлучает от церкви английского короля и всю Англию, и заставляет Филиппа снова объявить войну Иоанну. Вновь разгорается битва, в которой французы терпят сокрушительное поражение. Английский король берёт в плен Артура, с этого момента обречённого на смерть. Предугадывая это, Пандольф советует дофину направить войска в Англию, которую будут терзать мятежи после смерти Артура, и заявить свои права на престол. Тем временем Иоанн делится с Хьюбертом, которому он поручил сторожить пленника, своим замыслом убийства Артура, и даёт Хьюберту приказ выколоть глаза мальчику. Хьюберт намеревается выполнить приказ, но в самый последний момент сжаливается над страдальцем. Он решает сказать королю, что Артур умер. Графы просят Иоанна выпустить Артура, чтобы люди не взбунтовались. В это время входит Хьюберт и говорит королю о смерти Артура. Узнав это, графы, возмущенные убийством законного монарха Англии, уходят от Иоанна искать труп бедного Артура. После ухода графов Иоанн узнаёт ужасные новости: французские войска уже в Англии, народ бунтует, английские пэры грозятся перейти на сторону врага, скончалась королева Элеонора, мать Иоанна. Хьюберт открывает королю, что Артур жив, после чего Иоанн поспешно посылает гонцов к пэрам. Тем временем Артур прыгает со стены замка и погибает, и пэры находят тело мальчика. Подоспевшие гонцы пытаются уговорить графов вернуться к Иоанну, но пэры обвиняют Хьюберта в убийстве и переходят во французское войско. В это время Иоанн договаривается с кардиналом о содействии в окончании войны. Иоанн посылает Филиппа Фоконбриджа, своего племянника, к французскому дофину. Кардинал безуспешно пытается уговорить Людовика заключить мир с английским монархом. Филипп Фоконбридж узнаёт о намерении Людовика продолжить войну и объявляет, то что Англия готова к битвам и даст отпор захватчикам. Проходит время, Иоанн тяжело заболевает, а французы, потеряв большие отряды, на которые они рассчитывали, отступают. Из-за этого Людовик собирается казнить английских мятежников. Узнав это, пэры просят прощение у Иоанна, он их прощает и в скором времени умирает, а Пандольф договаривается с дофином о мире с Англией. Новым английским королём становится Генрих, сын Иоанна.

## Переводы на русский язык
- Король Иоанн. Перевод П. А. Каншина (1893)
- Король Джон. Перевод А. В. Дружинина (1865)
- Жизнь и смерть короля Джона. Перевод Е. Н. Бируковой // Шекспир В. Полное собрание сочинений в восьми томах. – Т. 3. – М.-Л.: Academia, 1937.
- Король Джон. Драматическая хроника в пяти действиях. Перевод А. Дружинина (изд. 1899)
- Король Джон. Перевод А. Дружинина. С предисловием Л. Шепелевича (изд. 1903)
- Король Иоанн. Перевод Н. Рыковой

## Постановки

Смерть Короля Иоанна: заключительная сцена хроники в постановке лондонского театра Друри-Лейн (1865)

- Первое датированное представление пьесы прошло в «Ковент-Гарден» в 1737 г.
- 1931 — «Олд Вик». Ральф Ричардсон — Бастард.
- 1941 — В роли Короля — Эрнест Мильтон (Ernest Milton), Констанции — Сибил Торндайк.
- 1953 — Бастард — Ричард Бёртон.
- 1945 — Бирмингем. Реж. Питер Брук. Пол Скофилд — Бастард.
- 1948 — Стратфорд-на-Эйвоне. Роберт Хелпман (Robert Helpmann) в роли короля.
- 1957 — Стратфорд-на-Эйвоне. Роберт Хэррис (Robert Harris) — Король Иоанн, Алек Клюнес (Alec Climes) — Бастард.
- 1974 — Стратфорд-на-Эйвоне. Реж. Джон Бартон. Редактированная версия.
- 1988 — Стратфорд-на-Эйвоне. Реж. Дебора Уорнер.

## Экранизации
- «Король Джон» (1899, Великобритания). Наиболее ранняя из дошедших до наших дней экранизаций Шекспира[1]. В главной роли - Герберт Бирбом Три.
- Хьюберт и Артур / Hubert and Arthur Великобритания, 1914 Читает Эрик Уильямс
- Жизнь и смерть короля Джона / - The Life and Death of King John Великобритания, 1952, (эпизод телесериала Театр воскресным вечером[англ.]), режиссёр Стефен Харрисон. В главной роли Дональд Вулфит[англ.]
- «Король Джон» / König Johann, ФРГ, (ТВ) 1971. Режиссёр Освальд Дёпке[нем.]. В главной роли Ханс Корте
- «Король Джон» / König Johann, Австрия (ТВ) (1971), режиссёры Georg Madeja, Вацлав Худечек. В главной роли Хельмут Квалтингер[нем.]
- Король Джон (ТВ) Венгрия, 1975, режиссёр Карой Эстергайош[венг.] В главной роли Миклош Габор
- Жизнь и смерть короля Джона / - The Life and Death of King John Великобритания, США, 1984, режиссёр Дэвид Гайлз[англ.]. В главной роли Леонард Росситер[англ.] BBC Television Shakespeare
- «Король Джон» (1984, СССР). Телеверсия спектакля Армянского театра имени Сундукяна. Режиссёр Хорен Абрамян В главной роли — Сос Саркисян.
- Король Джон (ТВ), США, 2013, режиссёр Тед Уасс[англ.]. В главной роли Джон Легуизамо
- Король джон[англ.], 2015 (Канада) Стратфордский фестиваль, режиссёр Барри Аврич[англ.]. В главной роли Том МакКэмус[англ.]